# MYMK
MYMK (англ. Myomaker, myoblast fusion factor) – білок, який кодується однойменним геном, розташованим у людей на 9-й хромосомі. Довжина поліпептидного ланцюга білка становить 221 амінокислот, а молекулярна маса — 24 699.
| 10         |  | 20         |  | 30         |  | 40         |  | 50         |
| ---------- |  | ---------- |  | ---------- |  | ---------- |  | ---------- |
| MGTLVAKLLL |  | PTLSSLAFLP |  | TVSIAAKRRF |  | HMEAMVYLFT |  | LFFVALHHAC |
| NGPGLSVLCF |  | MRHDILEYFS |  | VYGTALSMWV |  | SLMALADFDE |  | PKRSTFVMFG |
| VLTIAVRIYH |  | DRWGYGVYSG |  | PIGTAILIIA |  | AKWLQKMKEK |  | KGLYPDKSVY |
| TQQIGPGLCF |  | GALALMLRFF |  | FEDWDYTYVH |  | SFYHCALAMS |  | FVLLLPKVNK |
| KAGSPGTPAK |  | LDCSTLCCAC |  | V          |  |            |  |            |

A: Аланін

C: Цистеїн

D: Аспарагінова кислота

E: Глутамінова кислота

F: Фенілаланін

G: Гліцин

H: Гістидин

I: Ізолейцин

K: Лізин

L: Лейцин

M: Метіонін

N: Аспарагін

P: Пролін

Q: Глутамін

R: Аргінін

S: Серин

T: Треонін

V: Валін

W: Триптофан

Задіяний у такому біологічному процесі, як міогенез. 
Локалізований у клітинній мембрані, мембрані.